# 探偵ハード&マック
『探偵ハード&マック』（HARDCASTLE AND McCORMICK） は、アメリカで1983年9月18日から1986年3月5日まで全66話が放映されたアクションドラマ。
日本では日本テレビ系列（一部の系列局は除く）にて1985年12月13日に金曜ロードショーでパイロット版『探偵ハード＆マック最新スペシャル 流線形スポーツ〝コヨーテ〟爆走』で、12月15日からは日曜夜10時30分枠にて『スーパーライダー 探偵ハード&マック』のタイトルでシーズン2・3は1991年に『新探偵ハード&マック』のタイトルで関西朝日放送の深夜枠にて放映された。
日本タイトルの頭に「探偵」が記載されているが2人共探偵のライセンスは持っておらず、互いの経歴・特技などを活用し、コンビで事件を解決し活躍する。

## 内容
警察官を経て裁判官になったミルトン・ハードキャッスルは、ロサンゼルス上級裁判所で判事として活躍。定年退職を迎え引退後には何らかの事情で解決できなかった事件を一緒に再捜査する相棒を模索していた時、判事として最後の事件で担当した自動車窃盗前科のある元レーシングドライバーのマーク・マコーミックが適任だと判断した。ハード・キャッスルの保護監察下にあるマコーミックは、判事宅の敷地内にあるゲストハウスに住み込み、反抗しながらも絶妙のコンビネーションで悪党たちに立ち向かう。

## 登場人物
ミルトン・ハードキャッスル (Milton C. Hardcastle)
演：ブライアン・キース (Brian Keith)、吹替：富田耕生（探偵ハード&マック） / 中庸助（新探偵ハード&マック）
"スキッド"・マーク・マコーミック〈マック〉 ("Skid" Mark McCormick)
演：ダニエル・ヒュー・ケリー (Daniel Hugh Kelly)、吹替：安原義人（探偵ハード&マック） / 大塚芳忠（新探偵ハード&マック）

## スタッフ
- 製作総指揮 - スティーブン・J・キャネル
- 企画 - パトリック・ハズバーグ、スティーブン・J・キャネル
- 音楽 - マイク・ポスト、ピート・カーペンター
- 製作 - スティーブン・J・キャネル プロダクションズ
- 放映 - 米国ABC

## 劇中車（コヨーテ[COYOTE]）の特徴
- 番組では影の主演と言ってもいいほど存在感があるマコーミックの乗るコヨーテは劇中でのカーチェイスシーンでは欠かせないスーパー・スポーツカーである。コヨーテの母体となったのはカリフォルニアにあるマンタ・カーズ社が「モンタージュ」のネーミングで販売した車両。元車は70年代後半にグラチャンマシンとして活躍したマクラーレンM6B（ベルリネッタ）GTをイメージしたキットカーでノーマルのモンタージュとの違いはヘッドライト（スモークの大型ライトカバー装着）・ルーフ（シーズン1第9話から変更された箇所で乗り降りをスムーズにする為にルーフ部分の内側をカット）・トランク（本来は大型リアガラスが装着されているが取っぱらわれてアイローネゲート風に変更）をカスタムし、エンジンは通常V8が搭載されているがコヨーテはVW社製のオイルパンにポルシェ・914の2.7ℓエンジンが詰まれている。車体寸法は「全長×全幅×全高＝4318×1930×1092mm」。車重＝763kg

- シーズン2以降はジョージ・バリス（George Barris）がプロデュースしたコヨーテでベース車両は映画「バック・トゥ・ザ・フューチャー」でおなじみのデロリアン DMC-12。フロント・リアのボディ周りはシーズン1でのコヨーテのイメージを残し、車体・中心部・ガルウイングドアや内装等はデロリアンのパーツが使われている。

- ライセンスプレートはパイロット版（第1話）は付いておらず第2話からカリフォルニアナンバーで「COYOTE X」のプレートが最終話まで付けられている。

- パイロット版（第1話）でのコヨーテは架空の自動車会社「コーディ自動車」が新発売するスポーツカーで試作車という設定である為、リアテールランプの上部にコヨーテ[COYOTE]と室内助手席のグローブボックスにコーディ[CODY]のエンブレムがついている。だがシリーズ第2話からは正式にマックの愛車となる為、これらのエンブレムは取り外されている。

## 主題歌
- 「Drive」 David Morgan（シーズン1、シーズン2第13話～）
- 「Back to Back」 Joey Scarbury（シーズン2第1～12話）

## エピソードリスト
アメリカで放送された順番に記載。

## DVD
海外DVD[リージョン1]のみ発売。
- Hardcastle and McCormick - The Complete First Season (5pc) （2006年発売）
- Hardcastle and McCormick - The Complete second Season (5pc) （2006年発売）
- Hardcastle and McCormick - The Complete Third and Final Season (5pc) （2007年発売）
- Hardcastle and McCormick - The Complete Series (15pc) （2008年発売）